# Tonto
Die Tonto-Apachen oder Dilzhę́’é, auch Dilzhe'e Apache („Volk mit hohen, hellen Stimmen“) sind die nordwestliche Gruppe der Westlichen Apachen, einer Stammesgruppe der Apachen im östlichen Zentral-Arizona im Südwesten der Vereinigten Staaten, weitere Gruppen sind die San-Carlos-Apachen (Tsékʼáádn - „Metate-Volk“), die White-Mountain-Apache (Dzil Łigai Si'án Ndee - „Volk der Weißen Berge“) und Cibecue-Apachen (Dishchíí Bikoh - „Volk des roten Canyon“) (nach Greenville Goodwin).
Andere Wissenschaftler und Anthropologen bezeichnen mit Westliche Apachen jedoch alle in Arizona westlich des Rio Grande lebenden Stämme der Apachen (außer den Diné [Navajo]) – und schließen somit die Apache Mansos („zahme Apachen“) nahe der Mission San Xavier del Bac südlich von Tucson und die Chokonen, Bedonkohe und Nednhi Bands der Chiricahua mit ein. Heute werden jedoch Letztere allgemein kulturell zu den Östlichen Apachen gezählt (siehe Liste der Apachen-Stämme).

## Sprache
Ihre Sprache, das Tonto oder Dilzhę́’é, ist eine Dialektvariante des Westlichen Apache (Ndee biyati'/Nnee biyati'), und gehört zusammen mit dem Navajo (Diné bizaad) und dem Mescalero-Chiricahua (Ndee Bizaa) – zum Westlichen Zweig der südathapaskischen Apache-Sprachen der athapaskischen Sprache aus der Na-Dené-Sprachfamilie. Meist werden zwei Idiome unterschieden: Northern Tonto und Southern Tonto.
Da die Tonto Apache oftmals zusammen mit Wi:pukba/Wipukepa und Guwevkabaya/Kwevkepaya der Yavapai zweisprachige Bands bildeten – und somit sowohl Westliches Apache (Ndee biyati'/Nnee biyati') als auch Yavapai (Hochland Yuma/Nördliches Pai) sprachen – verfügte der Tonto (Dilzhę́’é)-Dialekt über einen starken Yavapai-Akzent und weist daher im Gegensatz zu den anderen Varianten des Westlichen Apache (Ndee biyati'/Nnee biyati') eine markante und für andere Apache eigenartig klingende Sprachmelodie auf, die häufig auch als „Singsang“ bezeichnet wird. Der Tonto (Dilzhę́’é)-Dialekt steht hierbei dem Navajo unter allen Apache-Sprachen am nächsten.
Heute sprechen noch ca. 1.000 Personen Tonto oder Dilzhę́’é (Stand: 2007), wobei das Northern Tonto-Idiom in zwei mit Yavapai geteilten Reservationen gesprochen wird (der Yavapai-Apache Nation Indian Reservation (vormals Camp Verde) und Yavapai-Prescott Indian Reservation) und das Southern Tonto-Idiom in der Tonto Apache Reservation sowie in der ebenfalls mit Yavapai geteilten Fort McDowell Indian Reservation und in zwei von anderen Stämmen der Westlichen Apache dominierten Reservationen (der San Carlos Apache und Fort Apache Indian Reservation). Obwohl es ebenfalls Nachfahren von Nördlichen Tonto-Apache in der San Carlos und Fort Apache Indian Reservationen gibt, gibt es heute keine Sprecher des Northern Tonto-Idioms unter ihnen.

## Namen

### Herkunft des Namens Apache
Die heute allgemein gebräuchliche Stammesbezeichnung als Apache wurde ins Englische (und später in andere Sprachen) aus dem Spanischen übernommen; jedoch ist die Herkunft der Bezeichnung unsicher und umstritten.
Die heute meist akzeptierte Lehrmeinung ist, dass das Wort aus dem Shiwi'ma stammt, der Sprache der Zuni (A:shiwi), einem Pueblo-Volk, das die feindlichen aus dem Norden in den Südwesten vordringenden Südlichen Athapasken – insbesondere die Navajo – als A:bachu / ʔa·paču (Singular: Bachu / Paču – „Feind, Fremder“) bezeichneten. Eine weitere Möglichkeit ist, dass die feindlichen Quechan (Yuma) die verbündeten Yavapai und Apache als E-patch („Kämpfende Männer“ oder „Jene, die kämpfen“) oder auf Grund der typischen Kriegsbemalung der Yavapai als Apatieh („Waschbär“) bezeichneten. Jedoch könnte sich die Bezeichnung auch aus zwei Wörtern der Yavapai – deren Sprache, wie die der Quechan zu den Cochimí-Yuma-Sprachen zählt – abstammen: ʔpačə („Feind“) oder Abaja („Das Volk“), der Eigenbezeichnung der Guwevkabaya/Kwevkepaya oder Südöstlichen Yavapai der Fort McDowell Reservation.
Die erste bekannte schriftliche Erwähnung der Stammesbezeichnung Apache in Spanisch erfolgte durch Juan de Oñate im Jahr 1598; daher ist die Herkunft aus der Sprache der Zuñi und Yavapai weiterhin umstritten, da Oñate den Namen kannte und niederschreiben ließ, bevor er während der Zweiten Oñate-Expedition im Jahr 1604 erstmals diese beiden Völker kennenlernte.
Eine weitere – jedoch wenig überzeugende – Herkunft könnte direkt aus dem Spanischen kommen: mapache („Waschbär“) oder apachurrar („zerschmettern, zerquetschen“), was sich auf die bei den Apache beliebte Kampftechnik mit Kriegskeulen beziehen könnte.
Zunächst bezeichneten die Spanier mit „Apachu de Nabajo“ (Navajo) in den 1620er Südliche Athapasken in der Chama-Region östlich des San Juan River; seit den 1640er begannen sie jedoch, zwischen den eigentlichen Navajo und den restlichen Apache zu unterscheiden; sodass bald der Zusatz „de Nabajo“ fallen gelassen wurde und „Apache“ zur Bezeichnung der sich nicht zu den Navajo (Diné) entwickelnden Südlichen Athapasken wurde.
Früher wurden Wi:pukba/Wipukepa („Nordöstliche Yavapai“) meist als Mohave-Apache (Apache-Mojave) sowie zusammen mit den Guwevkabaya/Kwevkepaya („Südöstliche Yavapai“) als Tonto Apache oder kurz Tonto bezeichnet, da sie oftmals in bilingualen Bands mit Tonto und San Carlos Apache zusammen lebten und neben der Sprache zudem auch viel Kultur der Apache übernommen hatten.
Die Ɖo:lkabaya/Tolkepaya („Westliche Yavapai“) wurden zusammen mit den Hualapai (Walapai) sowie Havasupai als Yuma-Apache (Apache-Yuma) bezeichnet. Historisch und in älterer Fachliteratur werden die Yavapai meist als Apache Mohave (Apache-Mojave), Yavapai-Apache oder einfach als Apache bezeichnet, da im Norden Mexikos sowie im Südwesten der USA das Wort Apache oft zur Bezeichnung für „feindliche, kriegerische, räuberische Indianer“ gebraucht wurde, ohne sprachliche, ethnische und kulturelle Differenzierung (auch Mohave (Mojave) und sogar Comanche wurden vormals als Apache bezeichnet).

### Herkunft des Namens Tonto
Da – wie oben bereits angemerkt – die Tonto Apache meist zweisprachig waren und sowohl Westliches Apache (Ndee biyati'/Nnee biyati') als auch Yavapai (Hochland Yuma/Nördliches Pai) sprachen, hat ihr Dialekt einen starken hörbaren Yavapai-Akzent und weist daher im Gegensatz zu den anderen Varianten des Westlichen Apache (Ndee biyati'/Nnee biyati') eine markante und für andere Apache eigenartig klingende Sprachmelodie auf, die häufig auch als „Singsang“ bezeichnet wird. Daher wurden die Tonto Apache und San Carlos Apache zusammen mit ihren Yavapai-Verwandten von anderen Westlichen Apache als Dilzhę́’é (wörtlich: „Volk mit hohen, hellen Stimmen“) bezeichnet. Die verwandten, jedoch feindlichen Navajo (Diné) bezeichneten ebenfalls beide – Tonto Apache und Yavapai – als Dilzhʼíʼ dinéʼiʼ und unterschieden sie somit ausdrücklich von den übrigen Westlichen Apache, die sie Dziłghą́ʼiʼ („Volk der Berggipfel“) nannten.
Vermutlich wegen ihres starken Akzents wurden die Tonto Apache, San Carlos Apache und Yavapai (da diese ja ebenfalls zweisprachig waren und ihre „Muttersprache“ ebenfalls mit einem starken Apache-Akzent sprachen) sowohl von den Chiricahua Apache als Ben-et-dine oder  Bíini' éedinée als auch von den mit diesen sprachlich-kulturell eng verwandten Mescalero Apache als Bini' Adinii oder Bínii édinénde („Volk ohne Verstand“’, d. h. „wildes oder verrücktes Volk“ oder „Jene, die man nicht versteht“) bezeichnet.
Da die meisten Lokalgruppen der Tonto Apache genau wie ihre Yavapai-Verwandten im Vergleich zu den halbnomadisch lebenden Westlichen Apache wenig bis gar keinen Ackerbau betrieben, sondern meist als Jäger und Sammler in unzugänglichen und von den meisten Handelsrouten abgelegenen Gebieten lebten, wurden Tonto Apache sowie Yavapai von diesen auch als Koun'Nde oder Go'hn („wildes, raubeiniges Volk“) bezeichnet. Die Spanier (und später Amerikaner) übernahmen wahrscheinlich diese Bezeichnung und nannten die beiden verbündeten Stämme (Tonto Apache und Yavapai) daher Tonto („dumm, wild“).
Die Tonto Apache bezeichneten sich genauso wie die anderen Westlichen Apache weder als Apache noch als Tonto, sondern einfach als Indee, Ndee, Nndee oder Innee (Nnēē) („Volk“). Jedoch wurde die Bezeichnung Dilzhę́’é keineswegs als respektlos oder erniedrigend seitens der Tonto Apache und San Carlos Apache empfunden, sie bezeichneten sich selbst oftmals als Dilzhę́’é, um sich von anderen Westlichen Apache abzugrenzen; ein Grund hierfür könnte sein, dass es auch eine andere Erklärung für die Bedeutung der Bezeichnung gibt, die wörtlich etwa „schnell-füßig oder trittsicher“ bedeutet. Auch die Westlichen Apache empfanden keineswegs die Chiricahua-Mescalero-Namensgebung als entwürdigend oder herabsetzend und bezeichneten sich selbst ebenfalls als Ben-et-dine („Volk ohne Verstand“).

### Historische und weitere Bezeichnungen
Die Spanier und Mexikaner nannten insbesondere die mächtigen White Mountain Apache früher oftmals herablassend Coyoteros oder Coyotero Apaches („Kojotenesser“, da sie in Notzeiten oftmals Kojoten oder ihre Hunde aßen) sowie die Westlichen Apache mit den oftmals verbündeten Yavapai Garroteros („Keulenmänner“, nach der bei den Apache beliebten Kampftechnik mit Kriegskeulen) oder als Gileños/Apaches de Gila (ein Sammelbegriff für alle Apache sowie nicht-Apache Gruppen die westlich des Rio Grande (im Südosten Arizonas und Westen New Mexicos) sowie entlang des Gila River oder der Gila Mountains lebten; einige der sog. Gila Apaches gehörten jedoch der Bedonkohe Band sowie der Copper Mines-Lokalgruppe der Chihenne Band der Chiricahua Apache an; nach 1722 bezeichneten die Spanier jedoch mit Gileños nur noch die heutigen White Mountain Apache sowie die Akimel O’Odham (Pima) als Gileños).
Die Amerikaner bezeichneten als Gileños oder Gila Apaches zuerst die Mimbres/Mimbreño-Lokalgruppe der Chihenne Band der Chiricahua Apache; später erweiterten sie den Begriff jedoch, sodass er die White Mountain Apache, Tonto Apache, Pinaleño/Pinal Apache und Arivaipa/Aravaipa Bands der San Carlos Apache sowie die als Mogollon(es) bezeichnete Bedonkohe Band und die Mimbres/Mimbreño-Lokalgruppe der Chihenne Band sowie die Chokonen und Chihuicahui-Lokalgruppen der Chokonenen Band der Chiricahua umfasste; die mit den Tonto Apache und San Carlos Apache verwandten und verbündeten Yavapai wurden daher oftmals auch einfach als Yabipais Gileños bezeichnet.
Die unter den Raubzügen der verbündeten Yavapai und westlichen Apache leidenden O’Odham (Oberen Pima) nannten alle Nördlichen Pai (Yavapai, Hualapai und Havasupai) sowie die Apache und Opata einfach Ohp oder O’Ob („Feinde“).
Die Seri (Comcaac) bezeichneten alle Apache in Seri (Cmiique Iitom), einer isolierten Sprache, als Hapatsoj (Singular: Hapats).

## Stammesgebiet

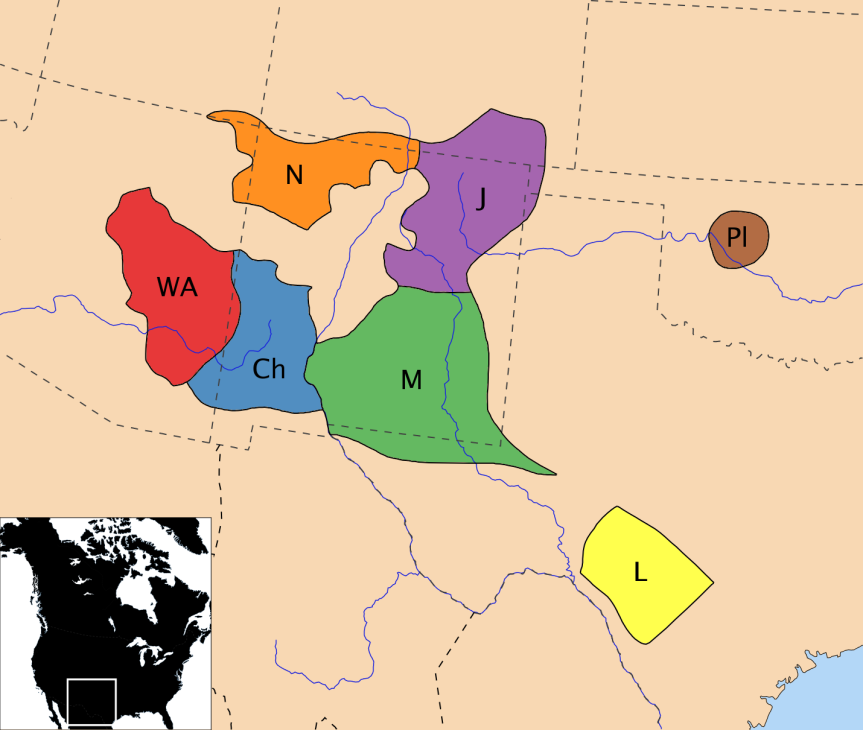
Die Stammesgebiete der Apache im 18. Jahrhundert (Ch – Chiricahua, WA – Westliche Apache (inklusive Tonto Apache), N – Navajo, M – Mescalero, J – Jicarilla, L – Lipan, Pl – Plains Apache)

Die Dilzhę́’é Apache (Tonto Apache) lebten meist östlich des Verde River (Tu Cho n’lin – ‘big water running’ – ‘großer fließender Fluss’), vom Salt River und den Mazatzal Mountains im Südwesten und dem Tonto Basin im Südosten, nordwärts entlang des East Verde River und Oak Creek bis in die San Francisco Peaks nördlich des heutigen Flagstaff und erstreckte sich ostwärts bis zum Little Colorado River. Die Gebiete westlich des Verde River wurden größtenteils von Gruppen der Yavapai bewohnt, jedoch überlappten sich die Stammesgebiete der Dilzhę́’é Apache und die der Yavapai am Oberen Verde River und östlich des Verde River oftmals und wurden gemeinsam genutzt.

## Sozio-Politische Organisation
Die Apache hatten – im Gegensatz zu Cheyenne oder Navajo (Diné) – nie eine politische oder militärische Idee von einer gemeinsamen Nation oder einer gemeinsamen Stammesidentität; sie identifizierten sich zwar anhand der gemeinsamen Sprache als Apache (und schlossen hierbei jedoch die Navajo aus), die einzelnen Stammesgruppen entwickelten jedoch unterschiedliche Kulturen und bekämpften sich teilweise gegenseitig.
Die Tonto Apache als nördlichste und westlichste Gruppe der Stammesgruppe der Westlichen Apache waren in sechs Bands (Gruppen) aufgeteilt, die in der Regel aus mehreren Lokalgruppen (engl.: local bands) bestanden, die gemeinsam Jagd- und Sammelgebiete (Beeren, Wildgemüse, Wurzeln etc.) beanspruchten. Die Lokalgruppen setzten sich wiederum aus zwei bis fünf matrilokale und matrilinearen Großfamilien (in Apache: gotah, engl. extended families) zusammen, jede Großfamilie besaß durch Gewohnheitsrecht ihr eigenes Land (inklusive Wasserrechte), in dem sie ihren Lebensunterhalt durch Ackerbau, Jagd und Sammeln bestritt. Die gotahs waren mehrere, jeweils ein Wickiup (in Apache: kowa, gowa) bewohnende Kernfamilien, die zusammen mit anderen verwandten Familien in einer gemeinsamen Siedlung (meist Rancheria, span.: „Siedlung“ genannt) lebten. Daher waren die Mitglieder einer Band mit den meisten, wenn nicht sogar mit allen anderen verwandt.
Als die Westlichen Apache den Südwesten Jäger- und Sammler erreichten, erweiterten sie ihre wirtschaftliche Basis um den saisonalen Feldbau und das Beutemachen auf Raubzügen. Wie andere Apache auch wechselten sie oft ihre Siedlungen aus Furcht vor Vergeltung und lebten stets in den geschützten Hochlandregionen, in Canyons und Gebirgstälern.
Nur die Lokalgruppen hatten gewählte Anführer (in Apache: Nantan) – manchmal auch Frauen –, es gab jedoch keine anerkannten Häuptlinge, die eine allumfassende Macht über die ganze Gruppe ausüben konnten. Diese Anführer besaßen Prestige, das sie sich durch ihre Fähigkeiten und durch persönliche Überzeugungskraft erworben hatten. Zudem waren die meisten Nantans zusätzlich Medizinmänner (in Apache: Diyins), die nach ihrer Überzeugung eine spezielle Kraft (in Apache: Diya) besaßen. Diese ermöglichte ihnen, Menschen zu führen und die sakralen Aspekte des Raubzuges als auch des Krieges zu berücksichtigen. Alle bekannten Anführer der Apache – auch die berühmten Cochise oder Mangas Coloradas der Chiricahua Apache – waren jeweils nur Nantans ihrer eigenen Lokalgruppe – jedoch niemals Häuptling aller Lokalgruppen einer Band oder gar Häuptling aller z. B. Tonto Apache oder aller Chiricahua Apache (dies entsprang der Vorstellungswelt der Mexikaner und Amerikaner). Da die Apache durch die für alle Athabasken typische Individualität geprägt waren, waren sogar Krieger ihrem Anführer nicht automatisch zum Gehorsam verpflichtet (und konnten sich dessen Anweisungen widersetzen oder ignorieren), sondern waren frei in ihren Entscheidungen und konnten sich – wenn sie wollten – zeitweise anderen Anführern benachbarter Lokalgruppen anschließen. Manche Anführer – wie Delshay/Delshe unter den Tonto Apache oder Mangas Coloradas unter den Chiricahua Apache – hatten zwar enormen Einfluss auf benachbarte Lokalgruppen, konnten jedoch keine Befehlsgewalt ausüben und auch keine diese bindenden Verträge unterzeichnen. Dies sollte noch zu vielen tragischen Missverständnissen und Blutvergießen führen – da die Europäer (Spanier, Mexikaner und Amerikaner) unterstellten (oder diese zu ihrem Nutzen interpretierten) jeweils Verträge mit einem Häuptling der jeweiligen Stammesgruppe der Apache zu schließen (an deren Inhalt nun sich alle Anführer der jeweiligen Band bzw. Stammesgruppe zu halten hätten). Da ein lokaler Anführer nicht für alle Tonto Apache unterzeichnen konnte (dies jedoch seitens der Europäer postuliert und so verstanden wurde), fühlten sich Anführer benachbarter Lokalgruppen der Tonto Apache an den Vertrag nicht gebunden (oftmals waren diese gar nicht konsultiert worden) und betrieben weiterhin ihre eigene „Politik“, dies machte diese Lokalgruppen schnell zu vertragsbrüchigen Indianern, die in den Augen der Europäer bekämpft werden mussten (obwohl die Apache sich des Vertragsbruchs nicht bewusst waren).

## Unterscheidung zwischen Raubzügen und Kriegszügen
Zwischen Überfällen und Kriegszügen bestand für die Apache ein strikter sozialer Unterschied (der wiederum seitens der Europäer nicht nachvollziehbar und akzeptabel war). Raubzüge (in Apache: „um Eigentum des Feindes zu suchen“ genannt) wurden meist von einer oder mehreren Großfamilien (seltener von Lokalgruppen) verübt und durchgeführt, wenn die Vorräte im Lager knapp wurden. Die Großfamilie organisierte nun einen Beutezug, um die benötigten Lebensmittel (Mais, Weizen, Bohnen), Munition, Waffen, Vieh (Rinder, Schafe, Ziegen oder Pferde) zu erlangen. Meistens waren angesehene ältere Frauen (engl. sog. women chiefs) verantwortlich, die Krieger dazu aufzurufen, einen Raubzug zu unternehmen, um durch den harten Winter zu kommen. Hauptziel war es hierbei, unbemerkt vom Feind und ohne Verluste möglichst viele Güter und Herden zu stehlen und nach Hause zu bringen. An diesen Unternehmungen nahmen zwischen 5 und 15 Krieger teil (eine größere Anzahl erhöhte das Risiko im Feindesland entdeckt zu werden und keine Beute zu machen). Ziel war es daher Begegnungen mit dem Feind (oder gar eine tödliche Konfrontation) tunlichst zu vermeiden (dies erhöhte nur die Möglichkeit, dass die Räuber von ihren Opfern verfolgt würden und evtl. die Beute aufgeben müssten). Die Krieger erlangten keinen besonderen Status, wenn sie einen Feind töteten (und damit eventuell die ganze Unternehmung in Gefahr brachten). Doch errangen sie Prestige, wenn es ihnen gelang, für ihre Familie Nahrungsvorräte und Pferde zu erbeuten. Diese Raubzüge begleiteten oft Witwen und Frauen, die ihre Ehemänner begleiteten. Die Frauen waren für die Versorgung der Krieger sowie auch für die Sicherung des Lagerplatzes zuständig. War der Raubzug erfolgreich, trieben die Apache das gestohlene Vieh schnellstmöglich in die sicheren Bergsiedlungen ihrer Heimat, wobei die Krieger als Scouts die Vorhut und Nachhut bildeten. Das Vieh wurde währenddessen von Frauen getrieben, und wenn nötig, bei einem Angriff auch mit Waffengewalt verteidigt. Bei den Spaniern galten sie deshalb als weibliche Krieger, da die Kriegstüchtigkeit der Frauen bei der Verteidigung der Beute als auch des Lagers beachtlich war. Von diesen kleinen Kriegertrupps wurden hierbei oft große Herden von Vieh gestohlen und ohne Pause nach Norden in die Apacheria zurückgetrieben. Die Anzahl der an den Raubzügen beteiligten Krieger erscheint klein und daher die Klagen und Meldungen über den „Terror“ der Apache gegenüber Indianern wie Weißen übertrieben; jedoch unternahmen jedes Jahr mehrere Hundert Krieger der Apache, in kleinen Gruppen organisiert aus jedem Winkel der sog. Apacheria – von den Bergen entlang des Colorado River im Westen bis nach San Antonio und der texanischen Golfküste auf den Südlichen Plains im Osten, von Santa Fe im Norden bis tief nach Neuspanien/Mexiko im Süden – mehrere Dutzend Raubzüge. Wurden bei diesen Raubzügen Krieger getötet, wurden als Vergeltung schnellstmöglich danach ein Kriegszug als Reaktion unternommen, so dass über die ganze spanisch-mexikanische Nordgrenze immer Raub- oder Kriegstrupps der Apache (und später der Comanche, Kiowa und Kiowa-Apache) unterwegs waren.
Ein Kriegszug (in Apache: „einem Feind den Tod bringen“) wurde organisiert, um Rache und Vergeltung für den Tod eines anderen Gruppenangehörigen zu üben, und stets war der Anführer ein Verwandter des Toten. Dieser Anführer musste nicht der Anführer der Lokalgruppe sein, sondern er konnte von der trauernden Familie gewählt werden. Manchmal übernahm auch eine Witwe die Verantwortung und führte den Kriegszug an. Es kam häufig vor, dass Witwen oder Frauen gemeinsam mit den Männern in den Kampf zogen. Wurden Raubzüge meistens von Großfamilien unternommen (5 bis 15 Krieger), wurden Kriegszüge von einer bzw. mehreren Lokalgruppen (äußerst selten auf Band-Ebene) organisiert und durchgeführt wurden, diese größeren Unternehmungen konnten 100 bis 200 Krieger umfassen. Sie liefen nach einem Muster ab, das man heute als Guerilla-Taktik bezeichnen würde. Ziel war es, möglichst viele Feinde zu töten und Gefangene zu machen. Erwachsene männliche Gefangene wurden im Lager den trauernden Frauen zur Folterung und Tötung übergeben. Kinder bis zu einem Alter von fünf oder sechs Jahren wurden meistens von Familien adoptiert, die ihrerseits Verwandte verloren hatten. Gefangene Frauen wurden oft zu Sklaven und mussten die niederen Arbeiten in der Rancheria verrichten. Skalps wurden äußerst selten genommen, und dann meistens nur ein einziger, um später im Siegestanz Verwendung zu finden, danach wurde der Skalp weggeworfen. Dies lässt sich auf die unter den Apache übliche extreme Angst vor Berührung der Toten zurückführen, daher war ihnen auch die Verstümmelung von getöteten Feinden, wie häufig von Spaniern, Mexikanern und Amerikanern behauptet, zuerst fremd. Erst als die gegenseitige Gewalt immer mehr zunahm, fingen auch die Apache an, die getöteten Feinde mit Lanzen, Pfeilen und Messern zu verstümmeln.
Die Ansichten der Apache über den Krieg standen generell in starkem Kontrast zu den Vorstellungen der Plains-Indianer. Es gab keine Kriegerbünde, und jene kämpferische Begeisterung, auch in aussichtsloser Lage standhalten zu wollen, war ihnen ebenso fremd, wie der Brauch des Coup-Zählens. Legendäre Gestalten, wie Geronimo, Naiche oder Cochise wurden deshalb berühmt, weil es ihnen immer wieder gelang, der weit überlegenen US-Kavallerie mit List ein Schnippchen zu schlagen.

## Bands der Tonto Apache
Die Tonto Apache unterteilten sich in folgende Gruppen (engl. Bands), wobei die Untergliederung in „Nördliche“ und „Südliche“ Tonto Apache umstritten ist. Ich habe jedoch diese übernommen, da sowohl Unterschiede zwischen dem „Nördlichen Tonto Apache-Idiom“ als auch dem „Südlichen Tonto Apache-Idiom“ feststellbar sind und sich die „Nördlichen Tonto Apache“ jeweils mit den Wi:pukba/Wipukepaya bzw. „Nordöstlichen Yavapai“ und die „Südlichen Tonto Apache“ sich mit den Guwevkabaya/Kwevkepaya oder „Südöstliche Yavapai“ zu zweisprachigen Apache-Yavapai-Bands verbanden:
Nördliche Tonto Apache oder Tonto (lebten entlang des Oberlaufs des Verde River sowie nordwärts bis zu den San Francisco Peaks nördlich von Flagstaff, bildeten oftmals mit der Wi:pukba/Wipukepaya Band der Yavapai bilinguale (zweisprachige) Lokalgruppen, die zugleich eine Lokalgruppe der Nördlichen Tonto Apache als auch eine der Yavapai mit je einem Apache -als auch einen Yavapai-Namen bildeten)
- Bald Mountain Band, in Apache: Dasziné Dasdaayé Indee (‘Porcupine Sitting Above People’) bzw. in Yavapai: Wiipukepaya/Wipukepa („Volk vom Fuß des roten Felsens d. h. des Red Rock Country“). Lebten meist rund um Bald Mountain oder Squaw Peak sowie im westlichen Verde River Valley, südwestlich von Camp Verde. Sie lebten einzig von der Jagd und dem Sammeln von Wurzeln, Kräutern und Pflanzen.
- Oak Creek Band, in Apache: Tsé Hichii Indee (‘Horizontal Red Rock People’) bzw. in Yavapai: Wiipukepaya/Wipukepa („Volk vom Fuß des roten Felsens, d. h. des Red Rock Country“). Lebten nahe dem heutigen Sedona, entlang des Oak Creek, Dry Beaver Creek, Wet Beaver Creek sowie südwärts bis zum Westufer des Verde River, zwischen Altnan und West Clear Creek, ostwärts zu Stoneman und Mary Lakes und nordwärts bis zum Roger Lake und Flagstaff.
- Fossil Creek Band, in Apache: Tú Dotłʼizh Indee („Volk des blau-grünen Wassers, d. h. Volk entlang des Fossil Creeks“) bzw. in Yavapai: Matkitwawipa („Volk des Verde River Valley (in Yavapai: Matkʼamvaha)“). Hatten einige kleine Pflanzungen entlang des Fossil Creek (Tu Do Cliz - „Canyon des Blau-grünen Wassers/Fossil Creeks“)[5], Clear Creek sowie an einer Stelle am Verde River, unterhalb der Mündung des Deer Creek, jagten und sammelten westlich des Verde River, im Nordwesten bis zum Gebiet der Oak Creek-Tonto sowie im Nordosten bis zu Apache Maid Mountain.
- Mormon Lake Band, in Apache: Dotłʼizhi HaʼitʼIndee (‘Turquoise Road Coming Up People’). Lebten östlich des Mormon Lake nahe dem Anderson Canyon, ihre Gebiete lagen im Coconino National Forest und umfassten Mount Elden, Mormon Lake, Soneman Lake, Hay Lake, die Region rund um die heutigen zwei Stauseen namens Lake Mary (Upper und Lower Lake Mary) sowie den Anderson und Padre Canyon, streiften bis in die südlichen San Francisco Peaks (in Apache: Dził Tso; in Yavapai: Wi:mun Kwa), da sie immer Angriffe der feindlichen Navajo (Diné) im Norden und Osten ausgesetzt waren, lebten sie einzig als Sammler und Jäger. Als isolierteste Lokalgruppe der Nördlichen Tonto betrieben sie nicht nur keinen Ackerbau, sie unterhielten auch keine familiären Bindungen zu den benachbarten Yavapai, so dass sie die einzige Gruppe der Tonto Apache waren, die nur aus Apache bestand.

Südliche Tonto Apache oder Dilzhę́’é (lebten im Tonto Basin, vom Salt River (in Yavapai: ʼHakanyacha oder Hakathi:) im Süden nordwärts entlang sowie über den East Verde River hinweg sowie in der Sierra Ancha, Bradshaw Mountains und Mazatzal Mountains, bildeten oftmals mit den Wiikchasapaya/Wikedjasapa („Volk der McDowell Mountains (in Yavapai: Wi:kajasa)“) und den Hwaalkamvepaya/Walkamepa („Volk der Walkame, d. h. der Pinaleño/Pinal Mountains“) der Guwevkabaya/Kwevkepaya Band der Yavapai bilinguale (zweisprachige) Lokalgruppen, die zugleich eine Lokalgruppe der Südlichen Tonto Apache als auch eine der Yavapai mit je einem Apache -als auch einen Yavapai-Namen bildeten)
- Mazatzal Band, in Apache: Tsé Nołtłʼizhn (‘Rocks in a Line of Greenness People’) bzw. in Yavapai: Hakayopa oder Hichapulvapa. Lebten meist in den östlichen Mazatzal Mountains, untergliederten sich nochmals in zwei bilinguale Südliche Tonto Apache - Wiikchasapaya/Wikedjasapa Gruppen:
  - Tsé Nołtłʼizhn' bzw. Hakayopa (beanspruchten die Gegend rund um die Gemeinde Sunflower Valley, die Mazatzal Mountains südlich des höchsten Gipfels, Mazatzal Peak (2.409 m), sowie im Osten in der Gegend rund um das einstige Fort Camp Reno im westlichen Tonto Basin (auch Pleasant Valley genannt))
  - Tsé Nołtłʼizhn' bzw. Hichapulvapa (diese beanspruchten die Mazatzal Mountains südwärts vom East Verde River und westlich vom North Peak zum Mazatzal Peak)
- Dilzhę́’é Semi-Band, in Apache: Dilzhę́’é, Dil Zhe`é („Volk mit hohen, hellen Stimmen“), in Yavapai: Matkawatapa. Bedeutendste Semi-Band (Klein-Gruppe), alle übrigen fünf Klein-Gruppen wurden allgemein als Dilzhę́’é bezeichnet, die Bezeichnung Matkawatapa bezieht sich jedoch nur auf eine Gruppe einiger Dilzhę́’é in der Sierra Ancha die mit Angehörigen der Hwaalkamvepaya/Walkamepa der Guwevkabaya/Kwevkepaya eine gemeinsame zweisprachige  Gruppe bildeten.
- zweite Semi-Band bzw. Klein-Gruppe
- dritte Semi-Band bzw. Klein-Gruppe
- vierte Semi-Band bzw. Klein-Gruppe
- fünfte Semi-Band bzw. Klein-Gruppe
- sechste Semi-Band bzw. Klein-Gruppe

## Demographie
Die Westlichen Apachen waren mit ca. 4.500 bis 5.000 Angehörigen die größte und bevölkerungsreichste Gruppe unter den Apachen, die zusammen nie mehr als 15.000 zählten, wobei bedacht werden muss, dass hiervon nur 25 % Männer waren, und der Rest Frauen (35 %) und Kinder (40 %). Hierbei waren wiederum die ca. 1.500 zählenden White Mountain Apache die größte und mit ca. 375 Kriegern mächtigste Gruppe der Westlichen Apache, während mit ca. 1.000 Angehörigen (ca. 250 Kriegern) die Cibecue Apache die zweitgrößte Gruppe darstellten. Die San Carlos Apache und Südlichen Tonto Apache zählten jeweils 900 Stammesmitglieder (mit je 225 Kriegern), so dass die ca. 800 Mitglieder zählenden Nördlichen Tonto Apache-Yavapai (hierunter ca. 450 Apache mit ca. 110 Kriegern) die kleinste Gruppe bildeten.

## Geschichte

### Verhältnis zu den Yavapai
Zwei Gruppen der Yavapai in Zentral-Arizona – die Wi:pukba/Wipukepa („Nordöstliche Yavapai“) sowie die Guwevkabaya/Kwevkepaya („Südöstliche Yavapai“) – lebten in direkter Nachbarschaft zu den Tonto Apache und den Pinaleño/Pinal Apache und Arivaipa/Aravaipa Bands der San-Carlos-Apache-Gruppe der Westlichen Apache, wobei die Apache Bands meist östlich und die Yavapai Bands westlich des Verde River lebten.
Die Gebiete der Wi:pukba/Wipukepa überlappten/überschnitten sich in den San Francisco Peaks, entlang des Oberen Verde River, im Oak Creek Canyon und entlang des Fossil Creek mit denen der Nördlichen Tonto Apache Bands und wurden daher von beiden gemeinsam genutzt. Ebenso teilten sich die Guwevkabaya/Kwevkepayadie Stammesgebiete östlich des Verde River, entlang des Fossil Creek, East Verde River, Salt River sowie in den Superstition Mountains, der Sierra Ancha, den Bradshaw Mountains und Mazatzal Mountains mit Südlichen Tonto Apache Bands sowie in den Dripping Springs Mountains und den westlichen Pinaleno Mountains mit der Pinaleño/Pinal Apache Band und in den Dripping Springs Mountains sowie in den Santa Teresa Mountains mit der Arivaipa/Aravaipa Band.
Diese Yavapai-Gruppen bildeten mit den benachbarten Tonto und San Carlos Apache gemischte Yavapai-Apache-Bands und lebten in gemeinsamen Siedlungen (rancherias) und konnten nur schwer von Außenstehenden (Spaniern, Mexikanern sowie Amerikanern) voneinander unterschieden werden, da die Wi:pukba/Wipukepa und Guwevkabaya/Kwevkepaya außer den Raub- und Kriegszügen auch andere kulturelle Züge der Apache übernommen hatten (teilweise matrilokale Clans, Kleidungsstil sowie Korbflechtarbeiten). Meist waren zudem diese gemischten Bands zweisprachig – und sprachen somit sowohl Yavapai als auch Westliches Apache (Ndee biyati'/Nnee biyati'), jeweils jedoch mit einem starken hörbaren Akzent. Die gemischten Yavapai-Apache-Bands sowie deren Häuptlinge und Anführer hatten sowohl einen Yavapai als auch einen Apache-Namen, z. B. war eine gemischte, zweisprachige Band in der Sierra Ancha bei den Guwevkabaya/Kwevkepaya als Matkawatapa bekannt und bei den Südlichen Tonto Apache jedoch als Dilzhę́’é, deren berühmtester Anführer war bei den Weißen meist unter seinem Apache-Namen als Delshay/Delacha bekannt, jedoch kannten seine Yavapai-Stammesgenossen ihn als Wah-poo-eta/Wapotehe.
Da die Tonto Apache, San Carlos Apache sowie die Wi:pukba/Wipukepa matrilokal und matrilinear organisiert waren (der Mann zog zur Familie seiner Frau, die Familie leitete ihre Abstammung seitens der Linie der Frau her), entschied die „Muttersprache“, welche Stammeszugehörigkeit die Person hatte, sprich ob sie sich als Apache oder Yavapai betrachtete. Auf Grund ihrer verwandtschaftlichen und kulturellen Nähe zu den Apache, konnten Außenstehende sie oftmals nur auf Grund ihrer Sprache voneinander unterscheiden, daher wurden diese gemischten Yavapai-Apache Bands historisch einfach als Tonto Apache (kurz: Tonto) bezeichnet; hatte man erkannt, dass manche dieser Bands nicht Apache, sondern Yavapai sprachen, nannte man sie einfach Apache Mohave (Apache Mojave) oder Yavapai Apache, um sie von den echten Tonto Apache zu unterscheiden. Zudem wurden die Ɖo:lkabaya/Tolkepaya („Westliche Yavapai“) sowie die Hualapai (Walapai) und Havasupai als Yuma-Apache (Apache-Yuma) bezeichnet. Oftmals kann daher in historischen Berichten und Quellen – wenn dort von Tonto Apache oder Tonto berichtet wird – nicht eindeutig die Stammeszugehörigkeit zu den Yavapai oder Apache geklärt werden.
Diese gemischten Yavapai-Apache-Bands verbündeten sich oftmals mit anderen Gruppen der Westlichen Apache, um gemeinsame Raub- bzw. Kriegszüge gegen ihre indianischen Feinde, besonders den Oberen Pima, Opata, Tarahumara und Unteren Pima sowie gegen die mit diesen verbündeten Spanier, Mexikaner und später Amerikaner zu unternehmen.

### Verhältnis zu benachbarten Stämmen
Zu den anderen Westlichen Apachen und benachbarten Tonto Apache-Banden sowie besonders zu den südlich wohnenden Chiricahua-Apachen unterhielten die verschiedenen Banden meistens Frieden, obwohl es auch gelegentlich zu gegenseitigen Raubzügen kam. Wahrscheinlich durch ihre enge Verbindung mit den Yavapai hatten sie auch die größte sprachliche Abweichung von den übrigen Dialekten der Westlichen Apachen.
Zu den Diné (Navajo) (von den Apache Yúdahą́ – „Live Far Up“ – „Jene, die hoch im Norden leben“ genannt) und den Enemy Navajo (Indaa Yúdahą́ – „Enemy Navajo“; auch: „(acting for or like) White Man Navajo“, vormals: Cebolleta und Alamo Bands; heutige Alamo Band of the Navajo Nation und Canoncito Band of Navajo Indians (CBN)) hatten sie ein sehr gespanntes Verhältnis, das oft in offene Feindschaft umschlug, da die Navajo viele Güter besaßen, wie Decken und verschiedene Stoffe, die die Tonto entbehrten und die Enemy Navajo den Europäern und feindlichen Stämmen oft als Scouts dienten. Manchmal tauschten die Apache auch gestohlenes Vieh und Pferde gegen die begehrten Navajo-Decken, und es herrschte währenddessen Frieden.
Die Tonto Apache lebten als Jäger (Antilopen, Wild, Vögel, Buschratten etc.) und Sammler (Mescal, Beeren, Wildpflanzen, Samen) ergänzt durch Ackerbau (Wassermelonen, Kürbisse, Mais etc.). Waren in der rancheria die Vorräte zur Neige gegangen und die Nahrungsmittel, die vorher in Vorratskammern gesammelt worden waren, aufgebraucht, wurde das Lager durch eine angesehene Frau (sog. ‘woman chief’) auf die Notlage öffentlich aufmerksam gemacht. Diese Frau forderte den Anführer der rancheria auf, in den nächsten Tagen eine Gruppe von Kriegern zusammenzustellen, um die fehlenden Güter auf Raubzügen gegen ihre indianischen Nachbarn und den Weißen zu erbeuten.
Die Raubzüge der Westlichen Apache (der Tonto eingeschlossen) erstreckten sich über ein Gebiet vom Colorado River im Westen Arizonas, zu den Zuñi (Nashtizhé – ‘Schwarzgefärbte Augenbrauen’) und Hopi (Tséká`kiné – ‘Volk, das in Steinhäusern wohnt’) im Norden bis weit in den Süden der spanischen und dann mexikanischen Bundesstaaten (Sonora, Chihuahua, Sinaloa, Durango).
Zur Umsiedlungsaktion der Tonto Apache im Jahr 1875 siehe auch den Artikel zu Al Sieber.

## Heutige Situation

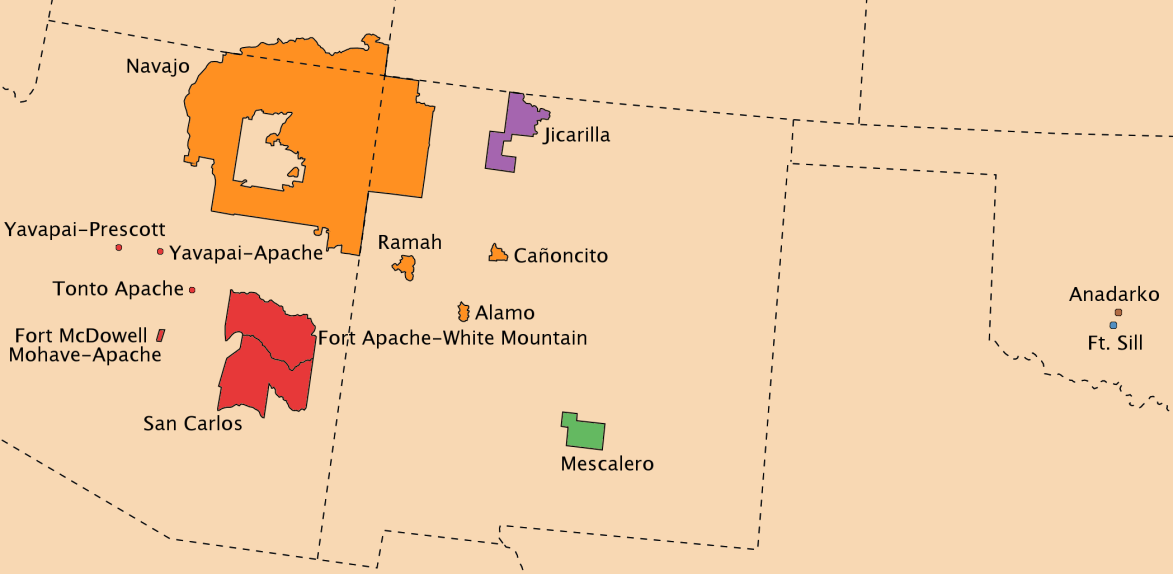
Heutige Siedlungen der Tonto

### Tonto Apache Tribe
Die Tonto Apache Reservation wurde 1972 mit gerade ca. 344.000 m² (85 acres) inmitten des Tonto National Forest eingerichtet, die 2010 nochmals um weitere 1.181.683 m² (292 acres) erweitert wurde, sodass sie heute ca. 1,5 km² umfasst. Die Reservation wird von 100 der ca. 140 Stammesmitglieder bewohnt und grenzt südlich an die Stadt Payson (in Apache: Te-go-suk – ‘Platz des gelben Wassers’) im Nordwesten des Gila County, ca. 153 km nordöstlich von Phoenix und 160 km südöstlich von Flagstaff.
Die Reservation ist von vielen großen Gebirgsketten umgeben, den Mazatzal Mountains (sprich: MAH-zaht-ZAL, lokal: Ma-ta-ZEL) im Westen, den Sierra Ancha Mountains (spanisch: ‘breites Gebirge’) im Süden sowie dem Mogollon Rim im Norden, mit Höhenlagen von 1.200 m bis ca. 2.100 m.
Die Tonto Apache betreiben heute das Mazatzal Hotel & Casino, südlich von Payson, am Highway 87 gelegen, mit Blick auf die Mazatzal Mountains und dem Mogollon Rim (engl. Aussprache: MUG-ee'ahn).
Die Tonto Apache sind direkte Nachkommen der einst in der Umgebung von Payson lebenden Dilzhe'e Apache. Während der ersten Reservationszeit wurden sie in die große Rio Verde Reservation, nahe Fort Verde, welche 1871 für die Tonto und Wipukepa oder Nordöstlichen Yavapai eingerichtet worden war – jedoch wurde es 1875 aufgelöst und die Stämme wurden gezwungen, in die San Carlos Reservation umzusiedeln. Einige Tonto Apache kehrten nach 20 Jahren Exil allmählich wieder nach Payson zurück, jedoch hatten bereits weiße Siedler viel Stammesland besetzt. Die Mehrheit der Tonto Apache hatte jedoch beschlossen, zusammen mit ihren Verwandten und Verbündeten, den Yavapai, in die Camp Verde Reservation zurückzukehren, und bildet heute die Yavapai-Apache Nation.

### Yavapai-Apache Nation
Nachdem 1871 die Yavapai und Dilzhe’e Apache (Tonto Apache) gezwungen worden waren, in die ca. 900 km² umfassende Camp Verde Reservation entlang des Verde River nahe Camp Verde zu ziehen, starben während der ersten drei Jahre (1871–1873) viele Kinder und Alte auf Grund von schlechtem Wasser und mangelhafter Versorgung mit gesundem und ausreichendem Essen. Als die Yavapai und Dilzhe’e Apache Bewässerungssysteme (einschließlich eines ca. 8 km langen Grabens) errichteten, funktionierte dies so gut, dass es nun möglich war, eine ausreichende Ernte einzufahren, um relativ autark zu sein. Aber beauftragte Unternehmer, die mit der Regierung zusammenarbeiteten, um die Versorgung der Reservationen sicherzustellen, sahen sich hierdurch in ihrer Existenz bedroht, und verlangten, die Reservation aufzulösen. Daraufhin wurden am 27. Februar 1875 1.476 Indianer gezwungen, über schneebedeckte Berge und zugefrorene Flüsse ca. 290 km nach Süden in die San Carlos Apache Indian Reservation zu ziehen, wobei viele Ältere, Frauen und Kinder in Schnee und Kälte umkamen. Während des Marsches kam es auf Grund des Hungers und der Strapazen zu gewaltsamen Spannungen zwischen Tolkepaya, Yavapé und Wipukepa auf der einen Seite und den Dilzhe’e Apache und deren Kwevkepaya und Wipukepa-Verbündeten andererseits. In San Carlos kamen nach zwei Wochen 1.361 Yavapai-Tonto an, da unterwegs 25 Babys geboren wurden, waren ca. 140 umgekommen.
In den frühen 1900er kehrten die Yavapai und Dilzhe’e Apache in ihre alte Heimat zurück, und 1910 wurde die ca. 40 acres (ca. 0,16 km²) große Camp Verde Indian Reservation eröffnet, zudem im folgenden Jahrzehnt die separate ca. 248 acres (ca. 1,00 km²) große Middle Verde Indian Reservation. Diese zwei wurden 1937 zur heutigen, ca. 665 acres (ca. 2,70 km²) umfassenden, Yavapai-Apache Nation Indian Reservation zusammengelegt, und besteht aus vier nicht zusammenhängenden Siedlungen im Verde Valley im östlichen Yavapai County – Clarkdale, Middle Verde, Rimrock sowie Camp Verde, den Verwaltungssitz und Hauptort, der mit 576 acres (ca. 2,33 km²) fast 90 % des Reservats umfasst. Der Census des Jahres 2000 ergab eine Reservatsbevölkerung von 743 Personen, von denen 512 in Camp Verde, 218 in Clarkdale und nur 13 in der nicht inkorporierten Siedlung Lake Montezuma lebten.
Die Basis der Einkünfte der Yavapai-Apache Nation bildet das Cliff Castle Casino sowie der Tourismus, dank vieler erhaltener historischer Stätten, wie Slide Rock State Park, Sedona Red Rock Country, Tuzigoot National Monument und Montezuma Castle National Monument. Die Yavapai-Apache Nation ist ein Zusammenschluss von zwei historisch unterschiedlichen Stämmen, welche beide am Oberen Verde River lebten. Die Dilzhe'e Apache, nutzten das Land im Nordosten, Osten und Süden, während die Wipukepa oder Nordöstliche Yavapai und Yavapé´oder Nordwestliche Yavapai im Nordwesten, Westen und Süden wohnten. Ihre Gebiete überlappten entlang des Oberen Verde River, wo sie oft in bilingualen Gruppen zusammen lebten. Die Yavapai-Apache Nation bildet sowohl einen der fünf Apache-Stämme Arizonas als auch einen der drei federally recognized Yavapai-Stämme. Heute überwiegt die Apache-Kultur.

### Fort McDowell Yavapai Nation
Das Reservat der Fort McDowell Yavapai Nation, ca. 56 km nordöstlich von Phoenix im Maricopa County, wurde durch Theodore Roosevelt 1903 errichtet und umfasste ursprünglich 40 sqm (ca. 103 km²), jedoch versuchte das Office of Indian Affairs 1910 die Bewohner umzusiedeln, um das Gebiet und die Wasserrechte für Außenstehende zu öffnen – jedoch vergebens. Die Reservation umfasst zurzeit 24.680 acres (ca. 100 km²) und wird von ca. 600 der insgesamt 950 Stammesmitglieder bewohnt.
Die Fort McDowell Yavapai Nation hat mehrere touristische Unternehmen, einschließlich des Fort McDowell Casino, Fort McDowell Adventures (a Western-themed outdoor venue), Eagle’s Nest RV Park, WeKoPa Golf Club, Fort McDowell Farms, Yavapai Materials, Radisson Poco Diablo Resort in Sedona sowie des Radisson Fort McDowell Resort and Conference Center.
Fort McDowell ist zudem der Geburtsort von einem der ersten Vorkämpfer für die indigenen Menschenrechte, Dr. Carlos Montezuma (Wassaja) (1866–1923). Als Kind wurde Wassaja von Akimel O’Odham geraubt und an einen italienischen Fotografen verkauft, der ihn in Chicago in Medizin unterrichtete, und schließlich schloss er das Medizinstudium als Doktor ab. Später kämpfte Wassaja, besser bekannt als Dr. Carlos Montezuma, für die Rechte der Native Americans, für das Recht, Bürger der Vereinigten Staaten zu werden. Er wurde auch eine der führenden Persönlichkeiten, die die Yavapai unterstützten, ihre Stammesgebiete wieder zu erlangen, und starb auf der Reservation an Tuberkulose.
Die Kwevikopaya (auch Kwevkepaya) oder Südöstlichen Yavapai der Fort McDowell Reservation nennen sich Abaja – ‘Das Volk’, daher vermuten einige Anthropologen und Linguisten, dass der Name Apache für die verschiedenen athapaskischsprachigen Apachen sich von der Eigenbezeichnung der Kwevkepaya herleitet. Die Fort McDowell Yavapai Nation besteht aus zwei verschiedenen Stämmen, den Kwevikopaya Yavapai und den Dilzhe'e Apache oder Tonto Apache, welche oftmals untereinander heirateten, bilinguale Gruppen bildeten und Verbündete gegen feindliche Stämme und Siedler waren. Die Fort McDowell Yavapai Nation bildet genauso wie die Yavapai-Apache Nation sowohl einen der fünf Apache-Stämme Arizonas als auch einen der drei federally recognized Yavapai-Stämme.

### Reservationen der Westlichen Apachen
Wegen ihrer Zwangsumsiedlung im Jahr 1875, leben heute einige Tonto Apache in zwei Reservaten, der San Carlos Apache Indian Reservation sowie der Fort Apache Indian Reservation.

## Anführer der Tonto Apache
Tonto-Führer (bilinguale Kwevkepaya-Tonto Apache oder Kwevkepaya-Pinaleño Apache-Führer)
- Delshay (Delshe, Delchea, Delacha oder Tel Che'e - ‘Rote Ameise’, von den Yavapai Wah-poo-eta oder Wapotehe - ‘Big Rump’ - ‘Großes Hinterteil’, ‘Großer Allerwertester’ genannt, ca. * 1835; Kwevkepaya-Tonto-Apache-Führer, seine gemischte und zweisprachige ca. 200 Mitglieder umfassende Bande, bestehend aus der Matkawatapa-Lokalgruppe der Walkamepa-Kwevkepaya und Südlichen Tonto-Apache, lebte in der Sierra Ancha westwärts bis zum Tonto Creek und ostwärts bis zum Cherry Creek, waren jedoch auch oft in den Mazatzal Mountains westlich ihres Stammesgebietes zu finden, war 1873 an der Ermordung von Leutnant Jacob Almy in San Carlos beteiligt und floh danach zusammen mit den Häuptlingen Chuntz, Cochinay und Chan-deisi in die Berge, wurde der erfolgreichste und hartnäckigste Anführer der verbündeten Yavapai und Tonto-Apache, am 29. Juli 1874 wurde seine Gruppe von Apache-Scouts unter Tonto Apache (oder White Mountain Apache?)-Häuptling Desalin gestellt und Delshay getötet, sein abgeschlagener Kopf wurde als Trophäe zusammen mit 76 gefangenen Kwevkepaya-Tonto nach Camp McDowell gebracht, nicht mit Wah-poo-eta zu verwechseln)
- Wah-poo-eta (Wapotehe, Wapooita  - ‘Big Rump’ - ‘Großes Hinterteil’, ‘Großer Allerwertester’, von den Apache Delacha oder Delshe - ‘Rote Ameise’ genannt, *?; Kwevkepaya-Tonto-Apache-Führer, seine ca. 750 Mitglieder umfassende zweisprachige Bande, größtenteils Kwevkepaya sowie Mazatzal-Gruppe der Südlichen Tonto Apache, war als die größte sowie die kriegerischste Gruppe bekannt und lebte meist in den südlichen Mazatzal Mountains, jedoch ist wenig über Wah-poo-eta bekannt, da er sich weigerte mit den Amerikanern zu verhandeln, nach mehreren erfolgreichen Raub- und Kriegszügen wurde er am 15. August 1869 durch 44 feindliche Maricopa und Akimel O’Odham unter dem Maricopa-Kriegshäuptling Juan Chivaria in Castle Creek Canyon getötet, nicht mit Delshay zu verwechseln)
- Eschetlepan (Chalipun, Cha-Thle-Pah, Choltepun, Cha Tii Pah - ‘Grauer Hut’, von der US-Armee Charlie Pan genannt, Kwevkepaya-Tonto-Apache-Führer, gehörte selbst der Mazatzal-Gruppe der Südlichen Tonto Apache an, seine Apache-Anhänger gehörten dieser sowie vier der sechs Klein-Gruppen der Südlichen Tonto Apache an, seine Bande von ca. 100 Mitgliedern bestand jedoch größtenteils aus Wikedjasapa-Kwevkepaya und lebte südwestlich von Green Valley und südlich des East Verde River, ca. 17 km östlich des Verde River bis in die nördlichen Ausläufer der Mazatzal Mountains, daher konnten sie leicht Raubzüge in die Gebiete rund um Prescott und Wickenburg unternehmen)
- Ashcavotil (Ascavotil, in Apache Escavotil, Kwevkepaya-Pinaleño-Apache-Führer, seine zweisprachige Gruppe mit ca. 200 Kriegern lebte östlich von Cherry Creek südwärts entlang beiderseits des Salt River und in den Pinaleno Mountains, nach Wah-poo-eta war er der kriegerischste Anführer in Zentral-Arizona, schwer bewaffnet und gut mit Munition von Apache der Fort Goodwin-Reservation versorgt, überfielen und kämpften seine Krieger bis weit nach Süden indianische und weiße Siedlungen bis nach Tucson, Sacaton und Camp Grant)
- Oshkolte (Hascalté, Has-Kay-Ah-Yol-Tel, Tonto Apache-Kwevkepaya-Führer, seine zweisprachige Bande bestand aus ca. 70 Kriegern, 20 Frauen und 20 Kindern, größtenteils Südliche Tonto Apache und einige Kwevkepaya, lebte beiderseits des Tonto Creek nordwärts bis zum East Verde River und südlich bis zum Salt River sowie östlich der Four Peaks in den Mazatzal Mountains, seine Krieger waren gut bewaffnet, enger Verbündeter von Ashcavotil und Wah-poo-eta, von denen er in der Versorgung mit Munition abhängig war, † getötet März 1873)
- Nanni-Chaddi (Tonto Apache-Kwevkepaya-Führer, *?; unternahm viele Raubzüge gegen Siedlungen der Akimel O’Odham sowie der Weißen entlang des Salt und Gila River, wurde am 28. Dezember 1872 im Skeleton Cave Massacre (auch Battle of Salt River Canyon genannt) zusammen mit 75 Männern, Frauen und Kindern von 130 Soldaten des 5. Kavallerieregiments unter Captain William H. Brown sowie 30 indianischen Scouts getötet, 15 weitere Tonto lagen im Sterben, nur 18 Frauen und 6 Kinder überlebten als Gefangene)
- Skitlanoyah (auch Skitianoyah, in Yavapai Skitlavisyah, Kwevkepaya-Tonto-Apache-Führer, seine zweisprachige Bande von ca. 80 Mitgliedern lebte nördlich von Delshay's Bande, zwischen dem Mittleren East Verde River und dem Oberen Tonto Creek nordwärts bis zum Mogollon Rim)
- Piyahgonte (Pi-yah-gon-te, Yavapai-Tonto-Apache-Führer der 1860er- und 1870er, seine zweisprachige Bande mit ca. 75 Mitgliedern lebte beiderseits des Oberen East Verde River nordwärts bis zum Mogollon Rim, man machte ihn für die meisten Überfälle und Verwüstungen im Gebiet rund um Prescott verantwortlich)
- Natatotel (Natokel oder Notokel, Kwevkepaya-Tonto-Apache-Führer; † getötet Juni 1873)

Tonto Apache-Führer
- Chuntz (Chunz, Tonto Apache-Führer, floh nach dem San Carlos-Ausbruch von 1873 zusammen mit Delshay, Cochinay und Chan-deisi in die Berge, wurde im Juli 1874 in den Santa Catalina Mountains von Apache-Scouts unter Häuptling Desalin aufgespürt und getötet, sein abgeschlagener Kopf wurde ab 25. Juli 1874 mehrere Tage lang auf dem Paradeplatz von San Carlos zur Schau gestellt)
- Chan-deisi (‘Gebrochene Nase’, von der US-Armee John Daisy genannt, Tonto Apache-Führer, ehemaliger Apache-Scout, gehörte Cochinays Gruppe an, floh 1873 nach dem Mord an Leutnant Jacob Almy in San Carlos zusammen mit Chuntz, Cochinay und Delshay in die Berge, wurde am 12. Juni 1874 durch indianische (Apache?)-Scouts getötet und enthauptet, sein Kopf wurde nach Camp Apache gebracht)
- Cochinay (‘Gelber Donner’, Tonto Apache-Führer, floh 1873 nach der Ermordung von Leutnant Jacob Almy in San Carlos zusammen mit Chuntz, Delshay und Chan-deisi in die Berge, wurde jedoch im Mai 1874 von indianischen Scouts getötet und enthauptet, sein Kopf wurde am 26. Mai 1874 nach San Carlos gebracht)
- Naqui-Naquis (Tonto Apache-Führer; † getötet Juni 1873)
- Ba-coon (Bacon oder Bocan - ‘Großer Mund’, auch Eskimo-tzin, Esqinosquin oder Esquimosquin, Tonto Apache-Führer)